# Gary Cahill
Gary James Cahill (Sheffield, 1985. december 19. –) angol labdarúgó, aki pályafutása végén a Bournemouth játékosa volt. 2022 novemberében bejelentette visszavonulását.

## Pályafutása
Cahill korábban az Aston Villa játékosa volt. 2004-től 2005-ig kölcsönben játszott a Burnley-nél. Az Aston Villa csapatában az Arsenal ellen debütált, csereként lépve pályára. Először a West Bromwich Albion ellen volt kezdő 2006. április 9-én. Egy héttel később már megszerezte első gólját a rivális Birmingham City ellen.
2007. szeptember 19-én csatlakozott a Sheffield United-hez három hónapra, kölcsönben a Villától. A Crystal Palace ellen debütált pár nappal a szerződése után. Első gólját a Stoke City ellen szerezte 2007. november 10-én. A csapatban 16 mérkőzésen játszott, és két gólt szerzett. A kölcsönszerződés lejárta után, 2007 december közepén tért vissza az Aston Villába.
Cahill 2008. január 30-án írt alá a Bolton Wanderers-nél három és fél éves szerződést. Első mérkőzését 2008. február 2-án játszotta a Reading ellen, amit a Bolton 2–0-ra megnyert.
Villas-Boas megerősítette, hogy a Chelsea és a Bolton Wanderers már megegyezett egymással Gary Cahill átigazolásának ügyében, már csak a játékossal kell megegyezni a személyes feltételeket illetően.

### Válogatott
Cahill az angol U21-es válogatott tagja volt. Első mérkőzését az új Wembley stadionban játszotta. Összesen négy mérkőzésen lépett fel a válogatottban.

## Statisztika

### Klubcsapatokban
Legutóbb frissítve: 2021. május 23-án lett.
| Klub                          | Idény          | Bajnokság teljesítmény | Bajnokság teljesítmény | Bajnokság teljesítmény | FA-kupa    | FA-kupa | Ligakupa   | Ligakupa | Nemzetközi kupa | Nemzetközi kupa | Egyéb      | Egyéb | Összesen   | Összesen |
| Klub                          | Idény          | Bajnokság              | Mérkőzések             | Gólok                  | Mérkőzések | Gólok   | Mérkőzések | Gólok    | Mérkőzések      | Gólok           | Mérkőzések | Gólok | Mérkőzések | Gólok    |
| ----------------------------- | -------------- | ---------------------- | ---------------------- | ---------------------- | ---------- | ------- | ---------- | -------- | --------------- | --------------- | ---------- | ----- | ---------- | -------- |
| Aston Villa                   | 2004–05        | Premier League         | 0                      | 0                      | —          | —       | 0          | 0        | —               | —               | —          | —     | 0          | 0        |
| Aston Villa                   | 2005–06        | Premier League         | 7                      | 1                      | 0          | 0       | 1          | 0        | —               | —               | —          | —     | 8          | 1        |
| Aston Villa                   | 2006–07        | Premier League         | 20                     | 0                      | 1          | 0       | 0          | 0        | —               | —               | —          | —     | 21         | 0        |
| Aston Villa                   | 2007–08        | Premier League         | 1                      | 0                      | 0          | 0       | 1          | 0        | —               | —               | —          | —     | 2          | 0        |
| Aston Villa                   | Összesen       | Összesen               | 28                     | 1                      | 1          | 0       | 2          | 0        | —               | —               | —          | —     | 31         | 1        |
| Burnley (kölcsönben)          | 2004–05        | Championship           | 27                     | 1                      | 4          | 0       | 1          | 0        | —               | —               | —          | —     | 32         | 1        |
| Sheffield United (kölcsönben) | 2007–08        | Championship           | 16                     | 2                      | —          | —       | —          | —        | —               | —               | —          | —     | 16         | 2        |
| Bolton Wanderers              | 2007–08        | Premier League         | 13                     | 0                      | —          | —       | —          | —        | 4               | 0               | —          | —     | 17         | 0        |
| Bolton Wanderers              | 2008–09        | Premier League         | 33                     | 3                      | 0          | 0       | 1          | 0        | —               | —               | —          | —     | 34         | 3        |
| Bolton Wanderers              | 2009–10        | Premier League         | 29                     | 5                      | 2          | 1       | 3          | 1        | —               | —               | —          | —     | 34         | 7        |
| Bolton Wanderers              | 2010–11        | Premier League         | 36                     | 3                      | 5          | 0       | 0          | 0        | —               | —               | —          | —     | 41         | 3        |
| Bolton Wanderers              | 2011–12        | Premier League         | 19                     | 2                      | 0          | 0       | 2          | 0        | —               | —               | —          | —     | 21         | 2        |
| Bolton Wanderers              | Összesen       | Összesen               | 130                    | 13                     | 7          | 1       | 6          | 1        | 4               | 0               | —          | —     | 147        | 15       |
| Chelsea                       | 2011–12        | Premier League         | 10                     | 1                      | 4          | 1       | —          | —        | 5               | 0               | —          | —     | 19         | 2        |
| Chelsea                       | 2012–13        | Premier League         | 26                     | 2                      | 4          | 0       | 4          | 2        | 9               | 2               | 2          | 0     | 45         | 6        |
| Chelsea                       | 2013–14        | Premier League         | 30                     | 1                      | 3          | 0       | 3          | 0        | 11              | 1               | —          | —     | 47         | 2        |
| Chelsea                       | 2014–15        | Premier League         | 36                     | 1                      | 2          | 1       | 4          | 0        | 6               | 1               | —          | —     | 48         | 3        |
| Chelsea                       | 2015–16        | Premier League         | 23                     | 2                      | 4          | 1       | 2          | 0        | 7               | 1               | 1          | 0     | 37         | 4        |
| Chelsea                       | 2016–17        | Premier League         | 37                     | 6                      | 3          | 0       | 3          | 2        | —               | —               | —          | —     | 43         | 8        |
| Chelsea                       | 2017–18        | Premier League         | 27                     | 0                      | 6          | 0       | 3          | 0        | 6               | 0               | 1          | 0     | 43         | 0        |
| Chelsea                       | 2018–19        | Premier League         | 2                      | 0                      | 0          | 0       | 2          | 0        | 4               | 0               | 0          | 0     | 8          | 0        |
| Chelsea                       | Összesen       | Összesen               | 191                    | 13                     | 26         | 3       | 21         | 4        | 48              | 5               | 4          | 0     | 290        | 25       |
| Crystal Palace                | 2019–20        | Premier League         | 25                     | 0                      | 1          | 0       | 1          | 0        | —               | —               | —          | —     | 27         | 0        |
| Crystal Palace                | 2020–21        | Premier League         | 20                     | 1                      | 0          | 0       | 0          | 0        | —               | —               | —          | —     | 20         | 1        |
| Crystal Palace                | Összesen       | Összesen               | 45                     | 1                      | 1          | 0       | 1          | 0        | —               | —               | —          | —     | 47         | 1        |
| Teljes karrier                | Teljes karrier | Teljes karrier         | 437                    | 31                     | 39         | 4       | 31         | 5        | 52              | 5               | 4          | 0     | 563        | 45       |

1. ↑  Pályára lépései az Európai kupán.
2. 1 2 3 4  Pályára lépései a Bajnokok ligájában.
3. ↑  Egy pályára lépése és egy gólja Európai szuperkupán, négy pályára lépése és egy gólja a Bajnokok ligájában, négy pályára lépése az Európa-ligában.
4. ↑  Pályára lépései a Klubvilágbajnokságon.
5. ↑  Egy pályára lépése az Európai szuperkupán, tíz pályára 
lépése és gólja a Bajnokok ligájában.
6. 1 2  Pályára lépése az Angol szuperkupán.
7. ↑  Pályára lépései az Európa-ligában.

### A válogatott
| Nemzeti csapat | Évek     | Mérkőzések | Gólok |
| -------------- | -------- | ---------- | ----- |
| Anglia         | 2010     | 1          | 0     |
| Anglia         | 2011     | 6          | 1     |
| Anglia         | 2012     | 5          | 1     |
| Anglia         | 2013     | 9          | 0     |
| Anglia         | 2014     | 12         | 1     |
| Anglia         | 2015     | 7          | 0     |
| Anglia         | 2016     | 12         | 1     |
| Anglia         | 2017     | 6          | 0     |
| Anglia         | 2018     | 3          | 1     |
| Összesen       | Összesen | 61         | 5     |

#### Góljai a válogatottban
| #  | Időpont             | Helyszín                                        | Ellenfél  | Gólok | Eredmény | Kiírás                             |
| -- | ------------------- | ----------------------------------------------- | --------- | ----- | -------- | ---------------------------------- |
| 1. | 2011. szeptember 2. | Vasil Levski National Stadium, Szófia, Bulgária | Bulgária  | 0–1   | 0–3      | 2012-es Európa-bajnokság-selejtező |
| 2. | 2012. február 29.   | Wembley Stadion, London, Anglia                 | Hollandia | 1–2   | 2–3      | Barátságos mérkőzés                |
| 3. | 2014. május 30.     | Wembley Stadion, London, Anglia                 | Peru      | 2–0   | 3–0      | Barátságos mérkőzés                |
| 4. | 2016. november 16.  | Wembley Stadion, London, Anglia                 | Skócia    | 3–0   | 3–0      | 2018-as világbajnokság-selejtező   |
| 5. | 2018. június 2.     | Wembley Stadion, London, Anglia                 | Nigéria   | 1–0   | 2–1      | Barátságos mérkőzés                |

## Sikerei, díjai

### Klubcsapatok
Chelsea FC
- FA Kupa (1): 2011–12
- Bajnokok ligája: 2011-2012
- Európa-liga: 2012-2013
- Premier League (1): 2014-2015, 2016-2017
- EFL Cup (1): 2014-2015

### Egyéni
Aston Villa
- A szezon gólja – 2005-06

Burnley
- Az év játékosa – 2004-05
- Az év fiatal játékosa – 2004-05

Bolton
- Az év játékosa - 2008–09[2]

## Külső hivatkozások
- Gary Cahill adatlapja a Crystal Palace hivatalos honlapján (angol nyelven). cpfc.co.uk. [2021. június 13-i dátummal az eredetiből archiválva]. (Hozzáférés: 2021. június 13.)

| Előző John Terry | a Chelsea FC csapatkapitánya 2017–2019 | Következő César Azpilicueta |